# Mihotići
Mihotići – wieś w Chorwacji, w żupanii primorsko-gorskiej, w gminie Matulji. W 2011 roku liczyła 1050 mieszkańców.